# غوران تشاكيتش
غوران تشاكيتش (بالصربية: Горан Ћакић) مواليد 21 مايو 1980 في بلغراد، جمهورية صربيا الاشتراكية، هو لاعب كرة سلة صربي معتزل. بدأ مسيرته الاحترافية في سنة 1998. لعب مع نادي ميغا لكرة السلة. حقق المركز الأول في الألعاب الجامعية الصيفية 2001. اعتزل اللعب في 2013.

## المسيرة الاحترافية
لعب مع نادي بودوشنوست لكرة السلة في سنة 2002، ثم لعب مع نادي ريد ستار لكرة السلة في موسم 2002–2003، ثم لعب مع نادي بارتيزان لكرة السلة في موسم 2003–2004، ثم لعب مع نانسي باسكت في الدوري الفرنسي في سنة 2004، ثم لعب مع نادي أزوفماش لكرة السلة في سنة 2009، ثم لعب مع بانفيت لكرة السلة في الدوري التركي في موسم 2009–2010.

## الميداليات
| الميدالية | المسابقة                      |
| --------- | ----------------------------- |
| ذهبية     | الألعاب الجامعية الصيفية 2001 |

## روابط خارجية
- غوران تشاكيتش على موقع الاتحاد الدولي لكرة السلة (الإنجليزية)
- غوران تشاكيتش على موقع الدوري الأوروبي لكرة السلة (الإنجليزية)
- غوران تشاكيتش على موقع كرة السلة الأوروبية.كوم (الإنجليزية)
- غوران تشاكيتش على موقع ريلجم (الإنجليزية)
- غوران تشاكيتش على موقع بروبوليرز (الإنجليزية)
- غوران تشاكيتش على موقع سبورتس رفرنس (الإنجليزية)